# 하광석
하광석(1984년 7월 30일 ~ )은 대한민국의 방송인, 게임 해설자이며 나이스게임TV의 E-Sports팀 팀장이다.

## 개요
2007년 2월 나이스게임TV에 입사하여 현재까지 게임해설가로 활동중이다.
온게임넷에서 개최한 아발론 리그의 해설로 참여 하기도 했다.
빛돌, 빛도으리 등의 닉네임을 사용하고 있다.

## 연혁
- 2007년 ~ 2010년 나이스게임TV Chaos Clan Battle 해설
- 2009년 온게임넷 우리V카드 아발론리그 해설
- 2009년 온게임넷 파워에이드 아발론리그 해설
- 2012년 ~ 2014년 나이스게임TV 리그 오브 레전드 배틀 해설
- 2013년 ~ 2014년 현재 배틀로얄 시즌2 해설
- 2015년 대통령배 전국아마추어 e스포츠대회 리그 오브 레전드 부문 해설
- 2015년 ~ 현재 리그 오브 레전드 챌린저스 코리아 해설

## 인용
1. ↑  무한도전보다 재미있는 `빛돌` 하광석(물리학 03)의 게임해설[깨진 링크(과거 내용 찾기)]《인터넷 Future 경희》, 2009년 12월 10일